# دیوید وینسنت هوپر
دیوید وینسنت هوپر (انگلیسی: David Vincent Hooper) زاده در تاریخ ۳۱ اوت ۱۹۱۵م، در ریگیت، انگلستان؛ و مرگ در تاریخ ۳ مه ۱۹۹۸م، در سن ۸۲ سالگی، یک بازیکن، مفسر و نویسنده شطرنج بریتانیایی بود.
هوپر در سال ۱۹۴۴م، قهرمان شطرنج مکاتبه ای بریتانیا بود. در سال ۱۹۴۸م، قهرمان شطرنج لندن شد و در سال ۱۹۴۹م، در مسابقات قهرمانی شطرنج بریتانیا که در فلیکستو، برگزار شد، در میان مدعیان آماتور، مقام پنجم را به دست آورد. همچنین وی در مسابقات شطرنج سال ۱۹۵۲م، در هلسینکی، حضور داشت.
دیوید هوپر، در مرحله پایانی بازی شطرنج تخصص داشت. با این حال، سرشناسی وی بیشتر مدیون معلومات وسیع، و نوشته‌های وی در زمینه تاریخ شطرنج در قرن نوزده میلادی است.